# Erdon Daci
Erdon Daci (in macedone Ердон Даци?; Skopje, 4 luglio 1998) è un calciatore macedone di etnia albanese, attaccante del Jeñis.

## Caratteristiche tecniche
Daci è un centravanti, dalla grande velocità.

## Carriera

### Club
Cresciuto nel settore giovanile della squadra macedone del Vardar, nel 2017 viene acquistato per 25.000 euro dal club turco del Konyaspor che lo impiega per due stagioni con la formazione Under-21.
Il 18 agosto 2019 debutta in prima squadra giocando l'incontro di Süper Lig pareggiato 0-0 contro l'Ankaragücü ed il 12 dicembre seguente segna la sua prima rete nel corso dell'incontro perso 2-1 contro l'Alanyaspor.

### Nazionale
Ha giocato nelle nazionali giovanili macedoni Under-18 ed Under-21.
Il 17 ottobre 2023 esordisce in nazionale maggiore nel successo per 3-1 contro l'Armenia, in cui realizza il terzo gol dei macedoni.

## Statistiche

### Presenze e reti nei club
Statistiche aggiornate all'11 aprile 2021.
| Stagione        | Squadra         | Campionato      | Campionato | Campionato | Coppe nazionali | Coppe nazionali | Coppe nazionali | Coppe continentali | Coppe continentali | Coppe continentali | Altre coppe | Altre coppe | Altre coppe | Totale | Totale | Totale |
| Stagione        | Squadra         | Comp            | Pres       | Reti       | Comp            | Pres            | Reti            | Comp               | Pres               | Reti               | Comp        | Pres        | Reti        | Pres   | Reti   |        |
| --------------- | --------------- | --------------- | ---------- | ---------- | --------------- | --------------- | --------------- | ------------------ | ------------------ | ------------------ | ----------- | ----------- | ----------- | ------ | ------ | ------ |
| 2019-2020       | Konyaspor       | SL              | 23         | 1          | CT              | 1               | 0               | -                  | -                  | -                  | -           | -           | -           | 24     | 1      |        |
| 2020-2021       | Konyaspor       | SL              | 14         | 2          | CT              | 2               | 2               | -                  | -                  | -                  | -           | -           | -           | 16     | 4      |        |
| Totale carriera | Totale carriera | Totale carriera | 37         | 3          |                 | 3               | 2               |                    | -                  | -                  |             | -           | -           | 40     | 5      |        |

## Palmarès

### Club

#### Competizioni nazionali
- Division 1B: 1

Westerlo: 2021-2022